# Угаров, Михаил Владимирович
Михаил Владимирович Угаров (20 ноября 1913, Тешевичи, Калужская губерния — 23 августа 1974, Калужская область) — командир отделения роты автоматчиков 1318-го стрелкового полка 163-й Ромненской стрелковой дивизии 38-й армии Воронежского фронта, сержант. Герой Советского Союза.

## Биография
Родился 7 ноября 1913 года в деревне Тешевичи (ныне — Кировского района Калужской области) в крестьянской семье. Окончил начальную школу. Работал в колхозе.
В Красной Армии с 1941 года. На фронте в Великую Отечественную войну с июля 1941 года. Член ВКП(б)/КПСС с 1943 года.
Командир отделения роты автоматчиков 1318-го стрелкового полка сержант Михаил Угаров с бойцами вверенного ему подразделения в ночь на 2 октября 1943 года под огнём неприятеля переправился через реку Днепр на южной окраине столицы Украины Киева, захватил позицию на плацдарме и четверо суток отражал вражеские контратаки.
Указом Президиума Верховного Совета СССР от 29 октября 1943 года за образцовое выполнение боевых заданий командования и проявленные при этом мужество и героизм сержанту Угарову Михаилу Владимировичу присвоено звание Героя Советского Союза с вручением ордена Ленина и медали «Золотая Звезда».
После войны М. В. Угаров демобилизован. Вернулся на родину. Работал в колхозе, секретарём Воскресенского сельского Совета, в санатории «Нагорное» Кировского района Калужской области. Скончался 23 августа 1974 года. Похоронен в деревне Тешевичи Кировского района Калужской области.
Награждён орденом Ленина, орденом Красной Звезды, медалями.
Именем Героя названа средняя школа в селе Воскресенск, где установлена мемориальная доска.